# Теренс Стемп
Теренс Хенри Стемп  (енгл. Terence Henry Stamp; Степни, 22. јул 1938 — 17. август 2025) био је британски глумац. После обуке на Академији драмске уметности Вебер Даглас у Лондону, своју глумачку каријеру почео је 1962. године. Наступао је у више од 60 филмова. Његова главна улога Билија Бада у истоименом филму Били Бад, иначе његов филмски деби, донела му је номинацију за Оскара за најбољег споредног глумца и номинацију БАФТА за најбољег новајлију. Повезан са тзв. свингинг лондонском сценом 1960-их (Swinging Sixties), Стемп је био међу субјектима које је фотографисао Дејвид Бејли за сет под називом Пин-Ап кутија (Box of Pin-Ups).

## Каријера
Стемп је био један од најтраженијих британских филмских глумаца шездесетих година, радећи током година са редитељима као што су Вилијам Вајлер, Федерико Фелини, Пјер Паоло Пазолини, Џон Шлесинџер, Оливер Стоун, Џорџ Лукас, Стивен Содерберг.
Остале улоге на којима је оставио печат су колекционар лептира Фреди Kлег у Колекционару, супернегативац Генерал Зод у Супермену и Супермену 2, опасни гангстер Вилсон у Енглезу, Врховни канцелар Валорум у Фантомској претњи, трансродна жена Бернадете Басингер у Авантуре Присиле, краљице пустиње, антагониста дух Ремзли у Уклето имање, Стик у Електра, Пекварски у Тражен, Зигфрид у Ухвати Смарта, Теренс Бандли у Увек реци да, Пророк истине у Halo 3, Манкар Каморан у Елдер Скролс IV и генерал Лудвиг Бек у Операција Валкира. Наступао је у два филма Тим Бартона, Велике очи (2014) и Дом госпођице Перегрин за чудновату децу (2016).
За своју глуму, Стемп је освојио Златни глобус, Мистфест, награду филмског фестивала у Кану, награду Међународног филмског фестивала у Сијетлу, награду Сателит и награду Златни медвед. Стемп је такође давао глас, приповедајући у документарцу Џез Британија на ББЦ-у, и Нација се сећа 1966. на ИТВ у јулу 2016. године, која је обележила 50. годишњицу победе Енглескe нa Светском првенству 1966.

## Дела
- Stamp Album. Bloomsbury. 1987.[6]
- Coming Attractions. Bloomsbury. 1988.[7]
- Double Feature. Bloomsbury. 1989.[8]
- Rare Stamps: Reflections on Living, Breathing, and Acting. Escargot Books. 2012.[9]
- The Ocean Fell Into the Drop: A Memoir. Repeater Books. 2017.[10]
- The Night. Orion. 1993.[11]
- with Elizabeth Buxton (1997). The Stamp Collection Cookbook. Ebury Press.[12]
- with Elizabeth Buxton (2002). The Wheat and Dairy Free Cookbook. Ebury Press.[13]